# Fritz Müller-Scherz
Fritz Müller-Scherz (* 31. März 1945 in Mölln; † 1. Juli 2015) war ein deutscher Drehbuchautor.

## Leben
Er übernahm 1970 die erste Geschäftsführung des Filmverlags der Autoren. Zuvor war Müller-Scherz als Musiker und Filmjournalist tätig. Über mehrere Jahre gehörte er zum Stab des deutschen Filmregisseurs Rainer Werner Fassbinder. Als Co-Autor arbeitete Scherz am Drehbuch des 1973 veröffentlichten Zweiteilers Welt am Draht mit, beim Film Angst essen Seele auf übernahm er die Regieassistenz. Als Darsteller ist Müller-Scherz durch Fioril der Brüder Taviani oder Helmut Dietls Serie Kir Royal bekannt geworden. 2006 veröffentlichte er mit Der Untergang der Pamir seinen ersten Roman. In Berlin-Schöneberg  betrieb er die Cocktail Bar „Greendoor“.

## Presse
Michael Töteberg, Autor, Lektor, Publizist und Leiter der Medienabteilung des Rowohlt Verlages, schrieb 2006 über Müller-Scherz:

„Geboren ist er auf einem Schiff, einer holländischen Tjalk mit dem Namen «Gute Erwartung», das auf dem Möllner Ziegelsee lag. Seine Kindheit hat er an Bord verbracht. Rund 50 Jahre später hatte er die Idee, den Untergang der Pamir als großen Fernsehfilm zu erzählen: eine dramatische Geschichte aus der frühen Bundesrepublik, dem Wirtschaftswunder-Deutschland, zugleich das Ende des Traums von Freiheit und Abenteuer auf hoher See, einer Seefahrtsromantik, die mit der Pamir unterging. Als Drehbuchautor und Schauspieler kann Fritz Müller-Scherz auf eine Filmographie zurückblicken, die mit dem Neuen Deutschen Film ebenso verbunden ist wie mit dem bundesdeutschen Fernsehen: Er hat eng mit Rainer Werner Fassbinder und Wim Wenders zusammengearbeitet, aber auch TV-Serien mitentwickelt, die noch heute Stützen des Programms sind.“

## Filmografie
- 1986: Tatort – Freunde
- 1986: Kir Royal – Muttertag
- 1989: Reporter
- 1989: Traffik (sechs Folgen)
- 1990: Ein anderer Liebhaber
- 1990: Regina auf den Stufen
- 1991: Forsthaus Falkenau – Eine Erscheinung
- 1991: Gekaufte Bräute
- 1993: Fiorile
- 1994: Der Salzbaron (fünf Folgen)
- 1994: Der Gletscherclan
- 1996: Der kalte Finger
- 1997: Tatort – Nahkampf
- 1989–1998: Ein Fall für zwei (fünf Folgen)
- 2000: Tatort – Kalte Herzen

## Drehbücher (Auswahl)
- 1973: Welt am Draht (Fernsehspiel)
- 1982: Sei zärtlich, Pinguin
- 1983: Verbotene Lust im Sperrbezirk
- 1984: Blutjunge Biester... zu allem bereit
- 1988: Belle’s Paradise (TV)
- 1994: Der Gletscherclan (Fernsehserie)
- 1996–1997: Alarm für Cobra 11 – Die Autobahnpolizei (Fernsehserie, vier Folgen)
- 2003–2006: SK Kölsch (Fernsehserie, zwei Folgen)
- 2006: Der Untergang der Pamir (TV)